# 二萼丰花草
二萼丰花草（学名：Borreria repens）为茜草科丰花草属下的一个种。

## 扩展阅读
- 維基物種上的相關：二萼丰花草